# Matenadaran

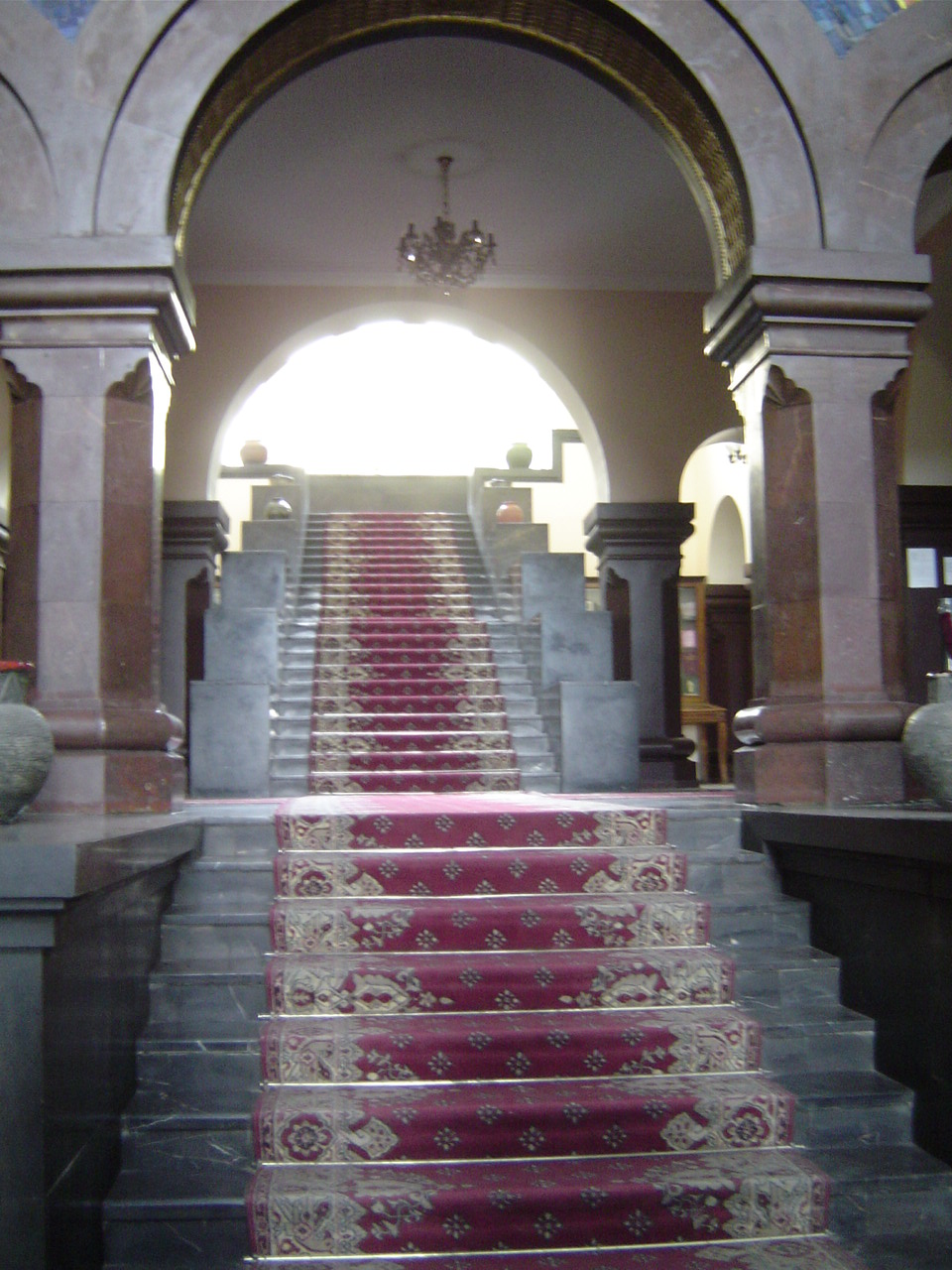
Trappa till övre våningen.

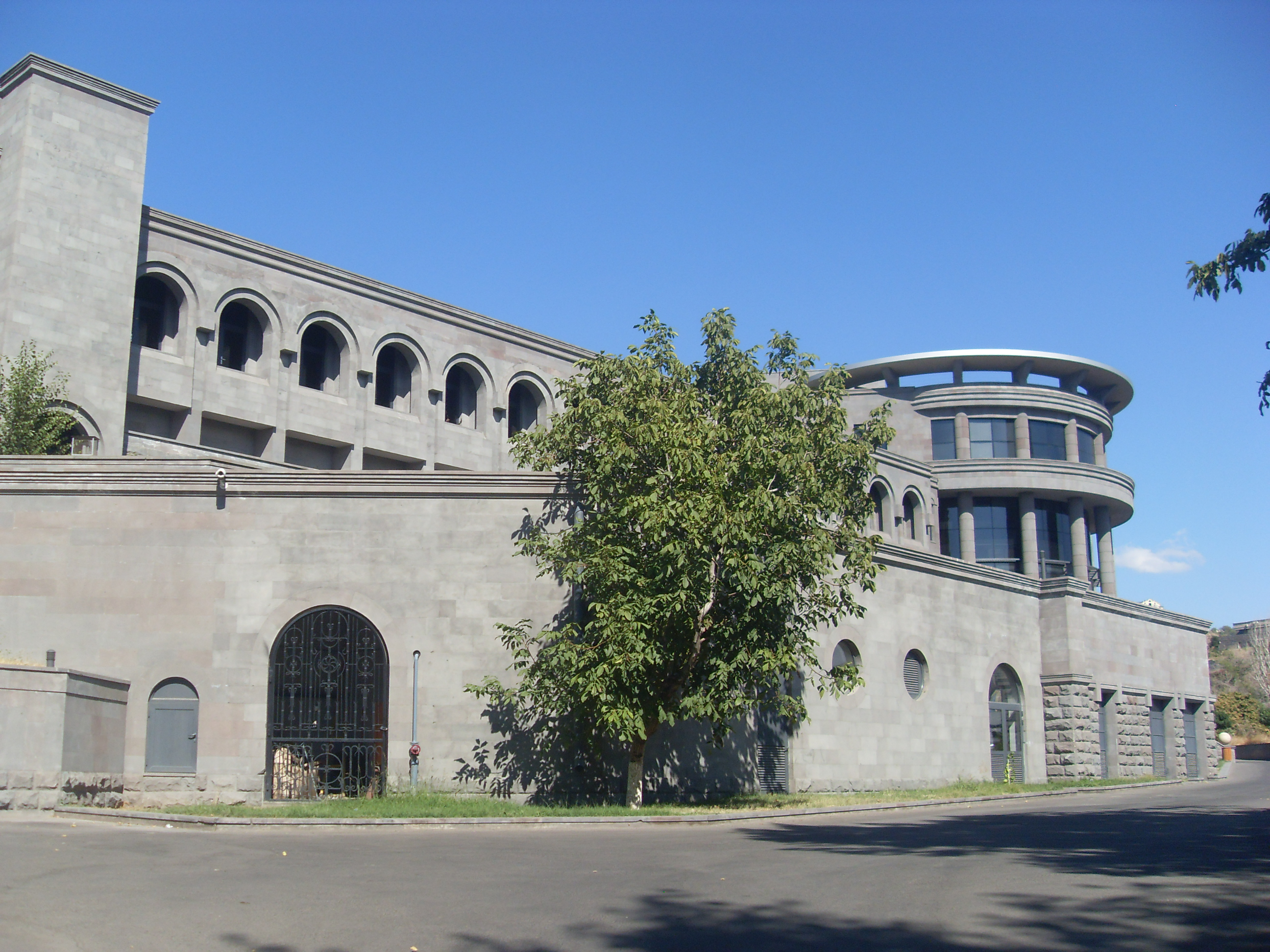
Utbyggnad av Matenadaran med flygel för forskning.

Mesrop Mashtot-institutet för gamla handskrifter, eller Matenadaran (armeniska: Մեսրոպ Մաշտոցի անվան հին ձեռագրերի ինստիտուտ, Mesrop Mashtots anvan hin dzeragreri institut, eller Մատենադարան) är ett arkiv för gamla manuskript, ett forskningsinstitut och ett museum i Jerevan i Armenien. Det har en av världens största samlingar av handskrift från medeltiden och böcker på armeniska som rör en lång rad av ämnen som teologi, filosofi, historia, medicin, litteratur och konsthistoria.

## Historik
Matenadaran betyder förvaringsplats för manuskript på armeniska och begreppet är känt i skrift från 400-talet efter Kristus då historikern Ghazar Parpetsi beskrev en sådan förvaringsplats vid katedralen i Etjmiadzin, där det förvarades grekiska och armeniska texter. Det är osäkert hur förvaringsplatsens status är idag.
Tusentals handskrifter på armeniska förstördes mellan 900-talet och 1400-talet under invasionerna av turkar och mongoler. Enligt den armeniske medeltidshistorikern Stepanos Orbelian var seldjukerna ansvariga för brännandet av mer än 10 000 armeniska manuskript i Baghaberd 1170. År 1441 flyttades "matenadaran" i Sis, huvudstaden i det tidigare armeniska kungadömet Kilikia, till Etjmiadzin och andra kloster i dess närhet. Som följd av att Armenien var en i det närmaste ständig slagplats i kampen mellan två stormakter plundrades Matenadaran i Etchmiadzin vid ett flertal tillfällen, senast 1804.
Införlivandet av östra Armenien i det ryska imperiet under första hälften av 1800-talet ledde till en mer stabil situation beträffande bevarandet av återstående manuskript. År 1828 fanns i Matenadarans katalog 1 809 handskrifter, medan det 1914 fanns 4 660. Vid första världskrigets utbrott 1914 sändes alla manuskripten till Moskva för säker förvaring.

## Grundande av arkivet
I slutet av 1920 bevarades samlingarna av böcker och handskrifter av den Armeniska apostoliska kyrkan i Etchmiatzin. De konfiskerades av bolsjevikerna, men sändes 1922 tillbaka till Armenien. År 1929 konfiskerade staten dem och flyttade samlingarna till Jerevan för att förvaras i Alexander Miasnikjans statliga bibliotek. År 1959 beslöts att grunda en arkivinstitution för att underhålla och bevara manuskripten. 

## Byggnaden
Byggnaden Matenadaran ritades av Mark Grigoryan. Den ligger norr om stadens centrum vid foten av en liten kulle. Byggnaden började uppföras 1945 och färdigställdes 1957. Den är murad i kvadersten av grå basalt. På 1960-talet restes statyer av tidiga armeniska lärde: Toros Roslin, Grigorios av Tatev, Anania Shirakatsi, Moses från Khoren, Mkhitar Gosh och Frik framför fasaden på entrésidan. På terrassen som byggnaden står på restes en staty av Mesrop Mashots. Byggnaden döptes efter den helige Mesrop Mashtots, skaparen av det armeniska alfabetet. 
År 2011 invigdes en utbyggnad av arkivbyggnaden med en flygel, som inrymmer ett forskningsinstitut, ritad av Arthur Meschian.

## Bildgalleri – statyer

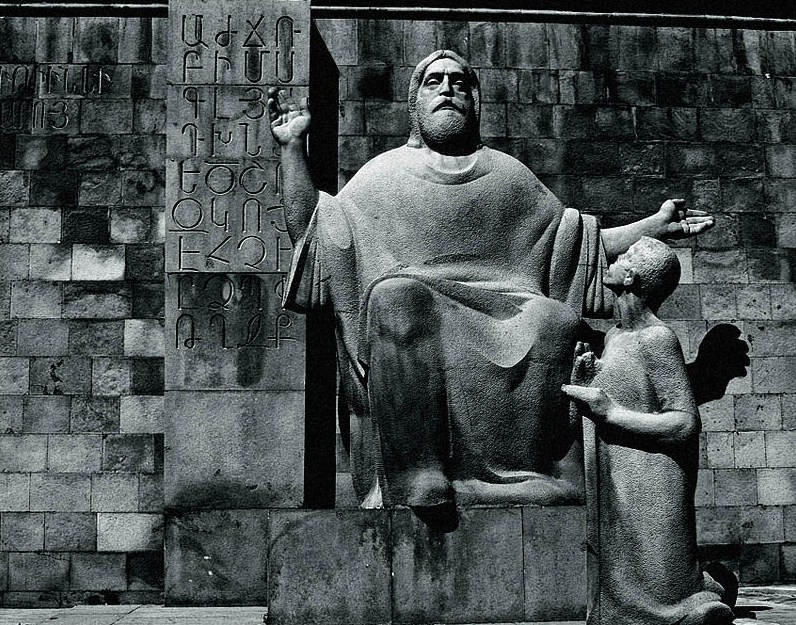
Mesrop Mashtots med lärjunge, skulptur i grå basalt av Ghukas Tjubarjan
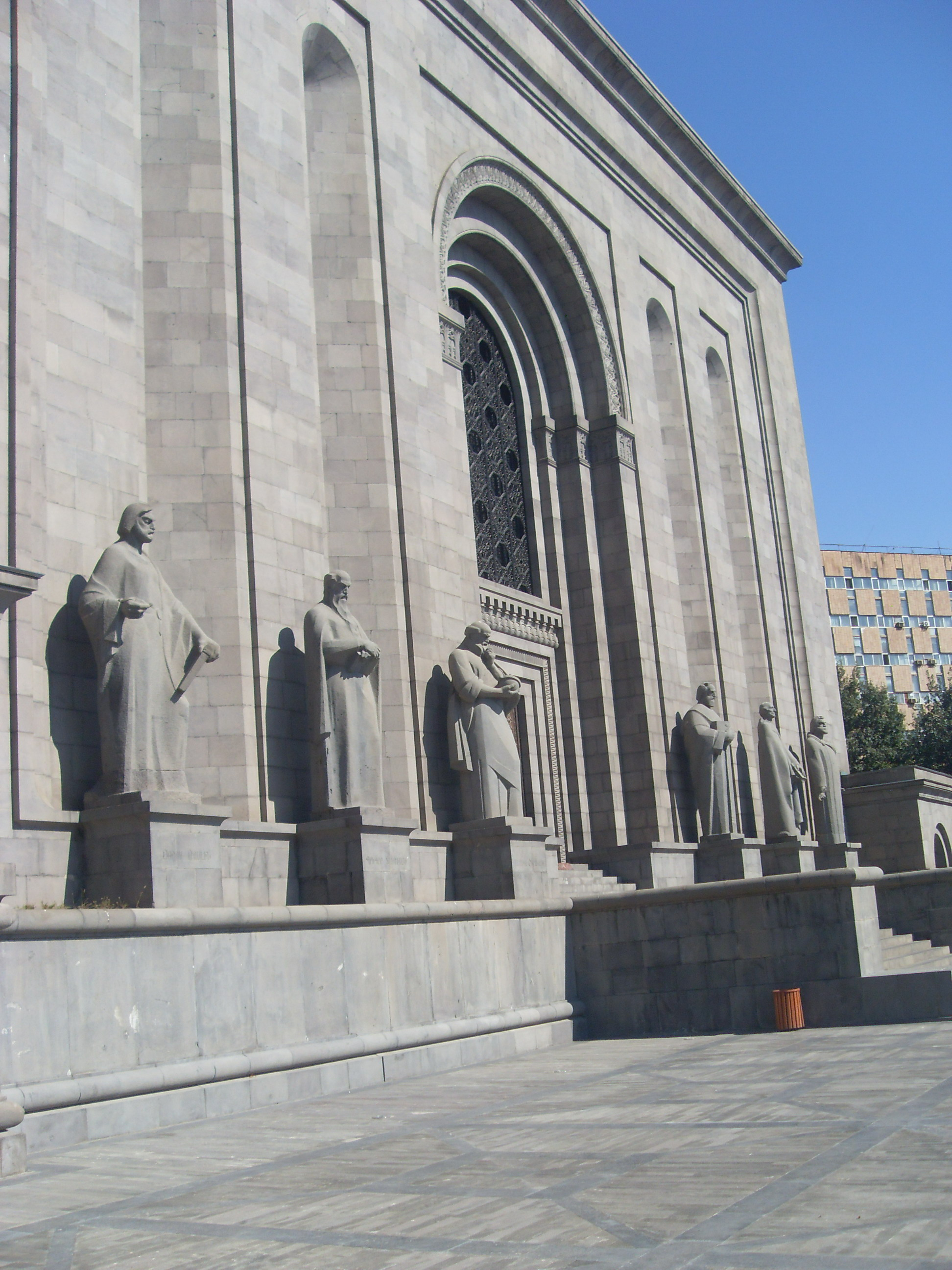
De sex statyerna framför fasaden
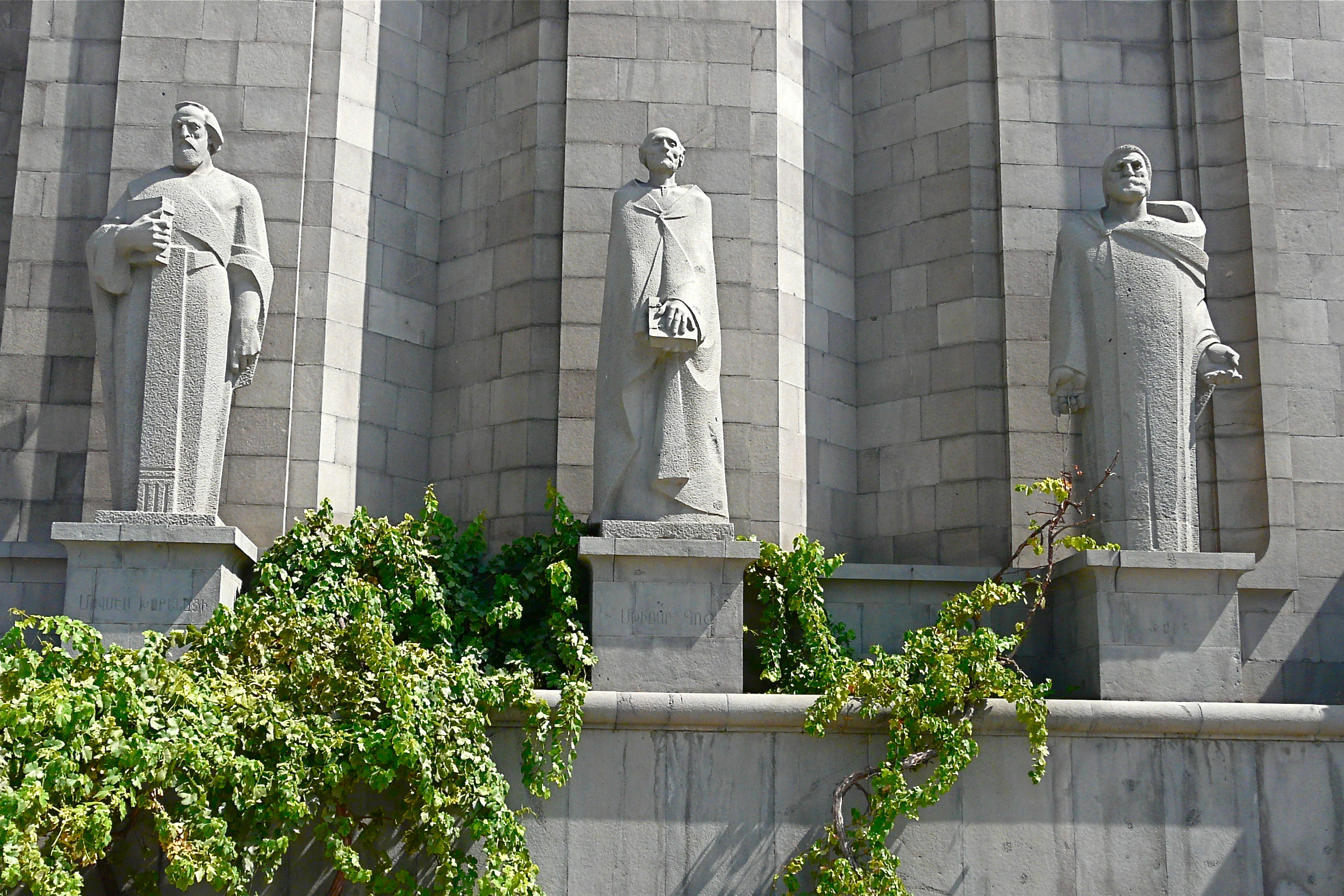
Tre av sex statyer framför fasaden av Matenadaran
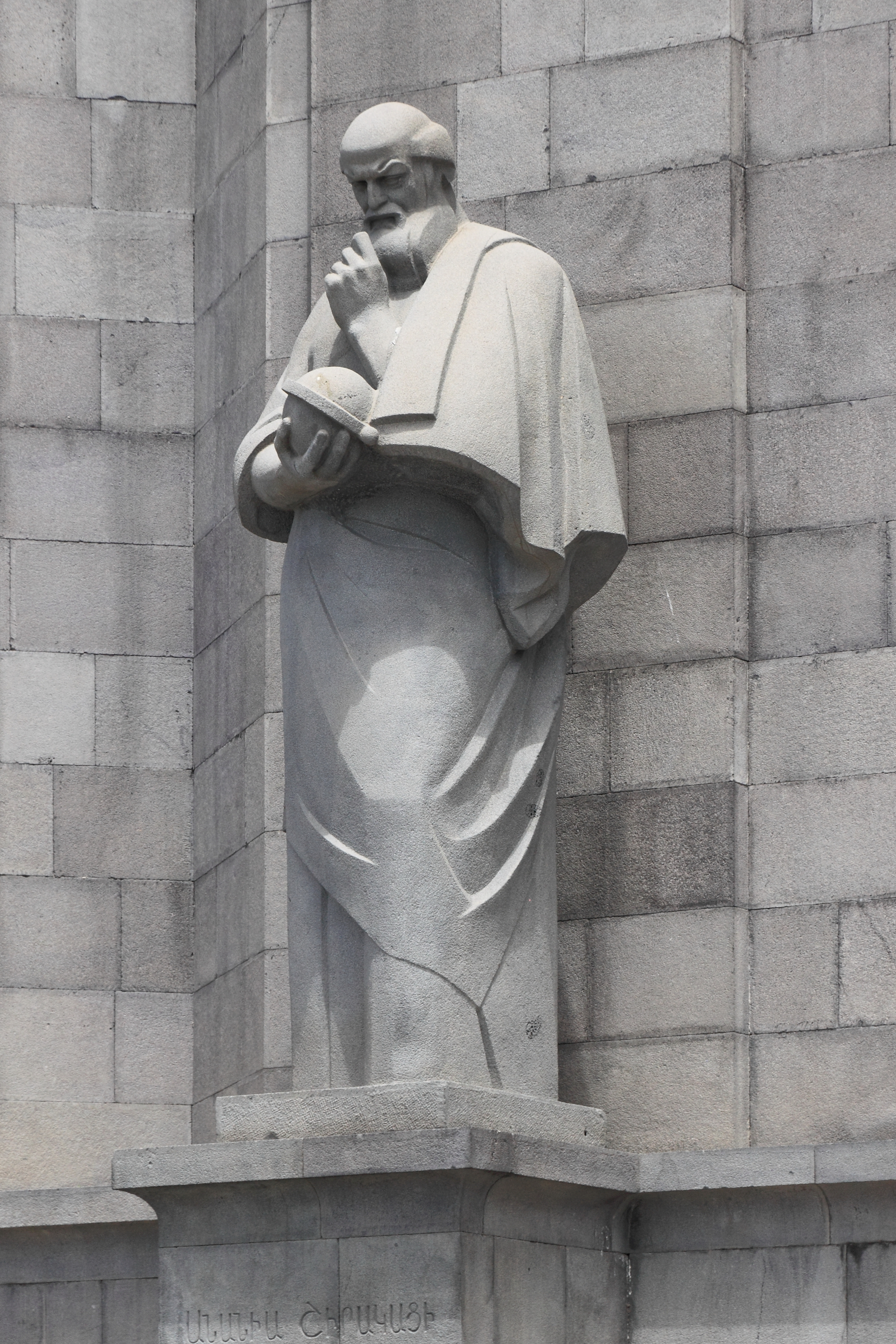
Staty av Ananias från Shirak av Grigor Badaljan
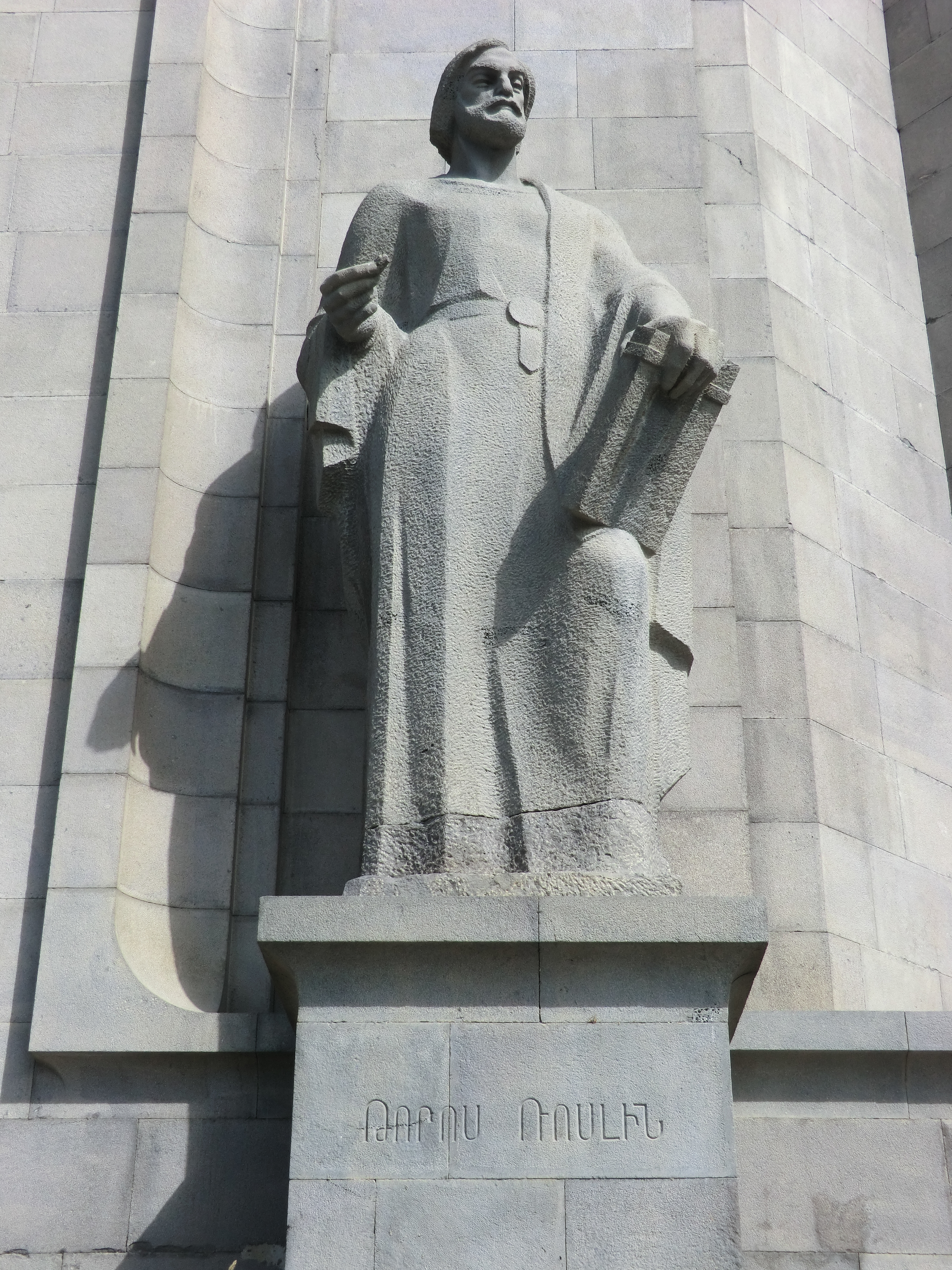
Staty över manuskriptillustratören Toros Roslin av Mark Grigorjan/Arsham Shahinyan, 1967
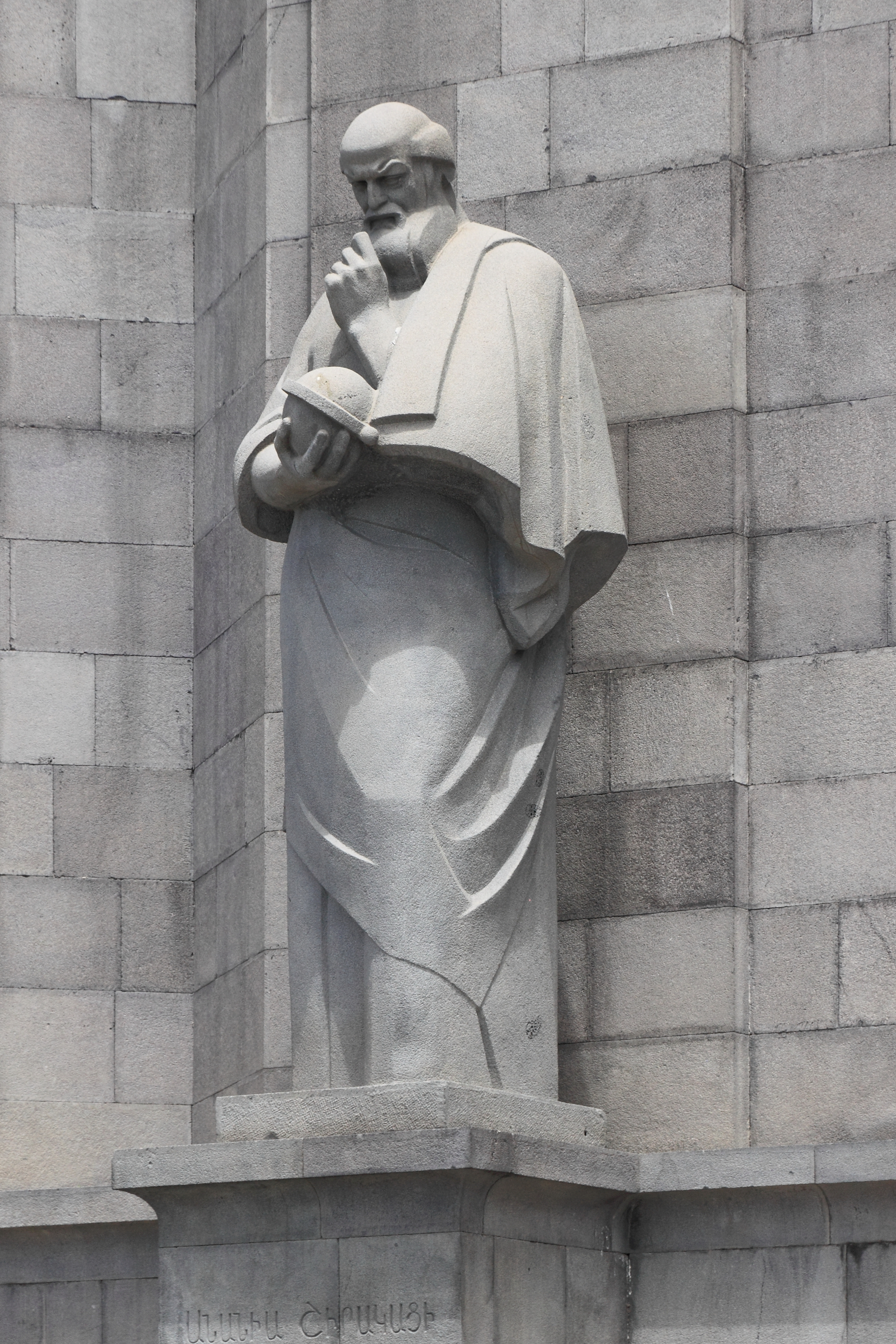
Staty över Grigorius av Tatev av Alexander Grigorjan
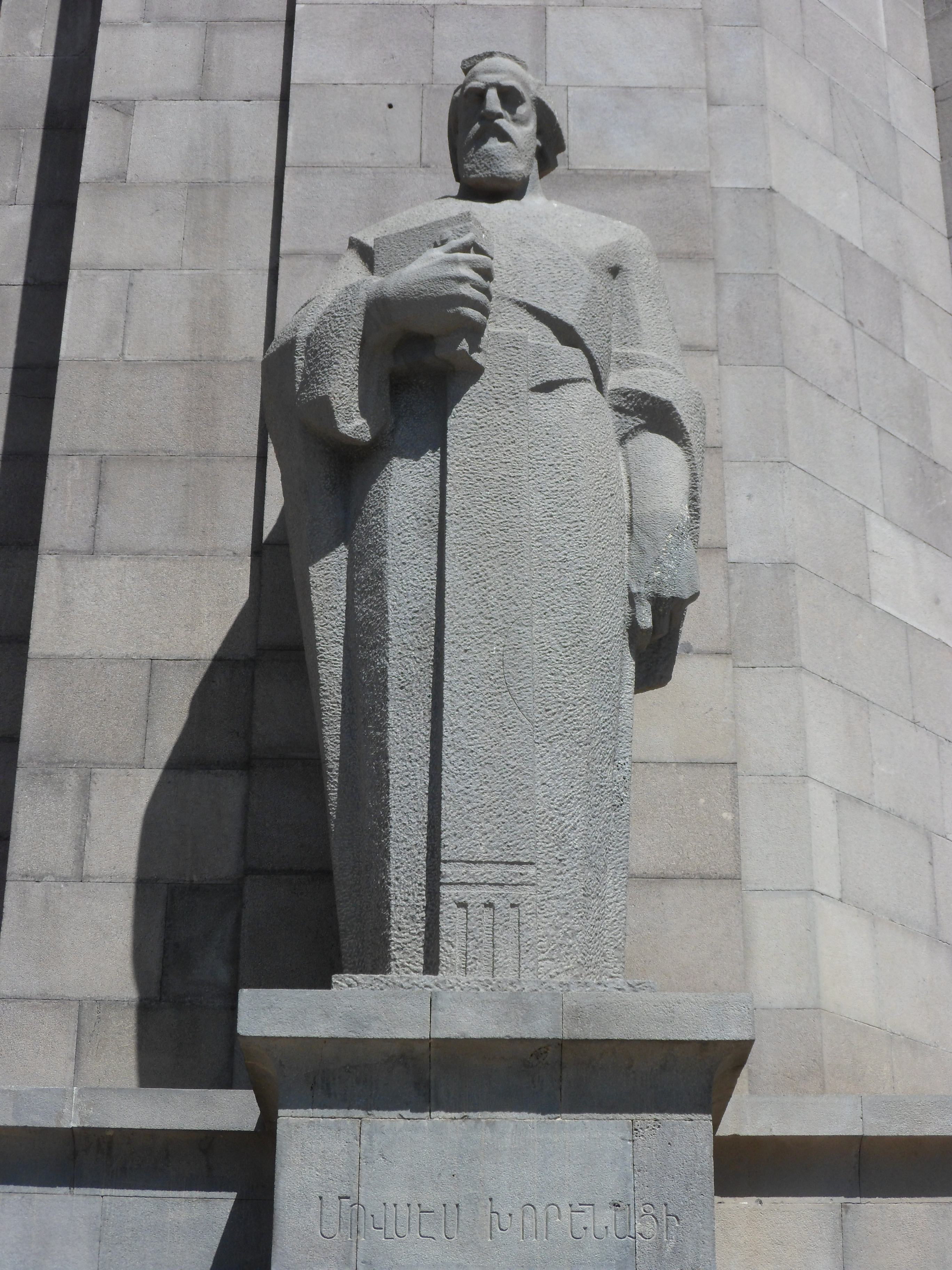
Staty över Movses från Khorene av Yerem Vardanyan, 1955
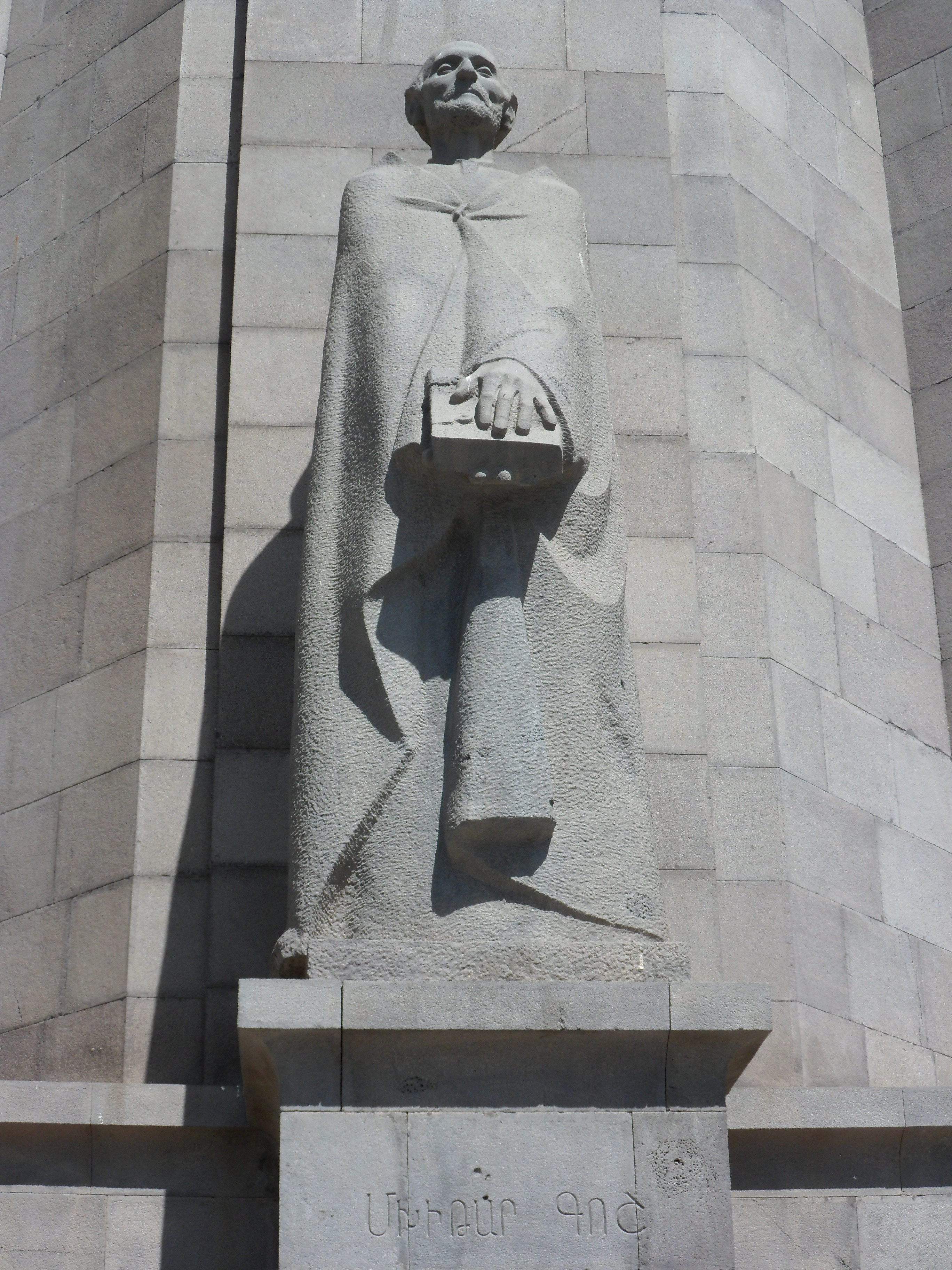
Staty över Mkhitar Gosh vid Matenadaran av Ghukas Tjubarjan
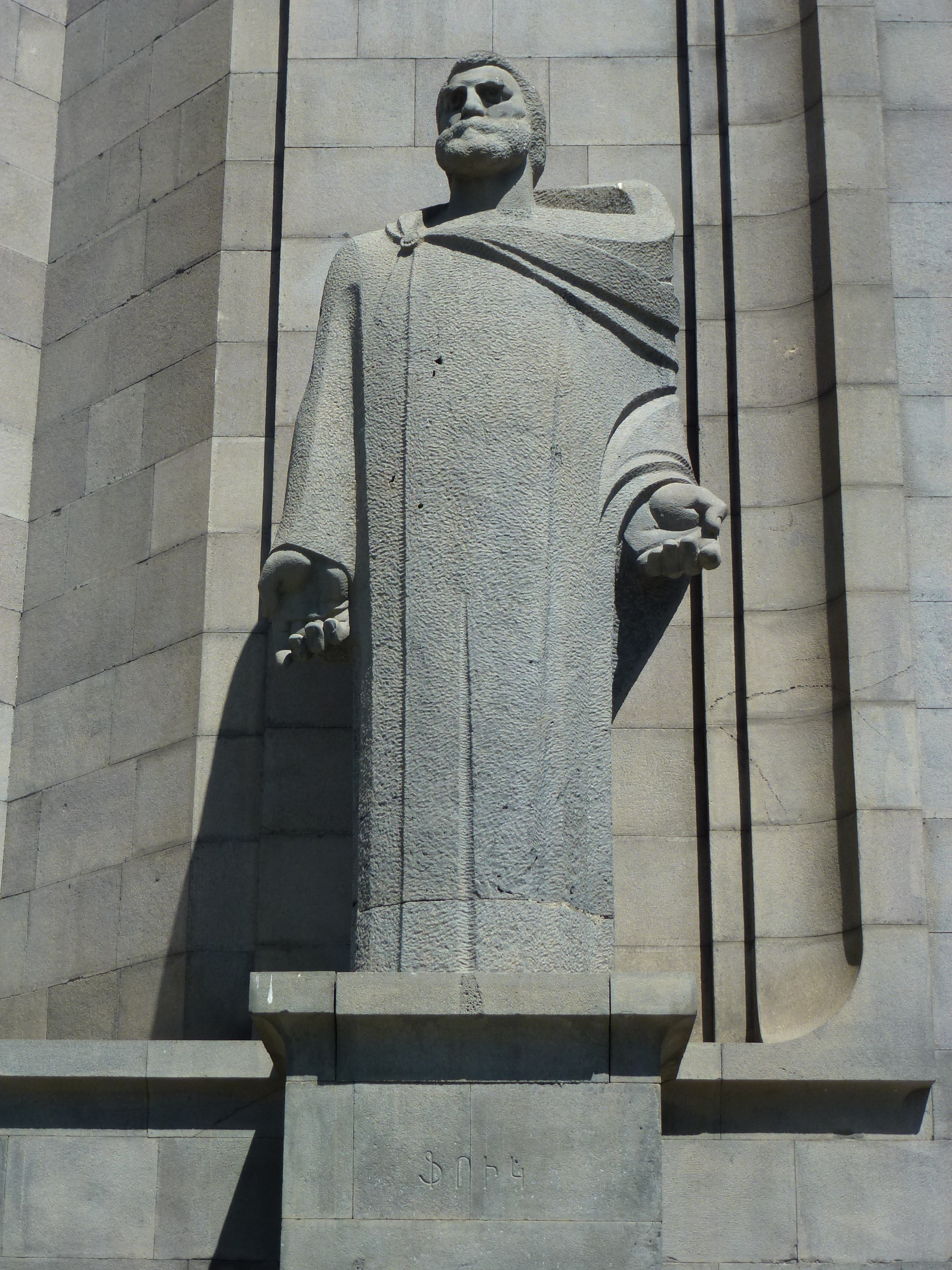
Staty över poeten Frik av Suren Nazarov

## Matenadarans samlingar
Matenadaran äger en samling på närmare 17 000 handskrifter and 30 000 andra dokument. Under den sovjetiska epokens första decennier skaffades föremålen främst från vad som lagrats i kyrkliga institutioner i Vaspurakan i Van-regionen och Taron i nordöstra Turkiet, i skolor, kloster och kyrkor i Armenien och andra delar av Sovjetunionen, till exempel i Nakhichevan vid Don och Nersisjanseminariet i Tbilisi, Lazarevinstitutet för orientaliska språk i Moskva, armeniska apostoliska kyrkans biskopssäte i Tabriz och byn Darashamb i Iran. 
En framträdande handskrift i samlingen är Homiliariet från Mush, som skrevs 1200–1202 efter Kristus i Avak-klostret i Yerzenka (nutida Erzincan i Turkiet), vilket mäter 55,3 x 70,5 centimeter, väger 27,5 kilogram och består av 603 sidor på pergament av kalvskinn. Boken togs om hand av två armeniska kvinnor från det övergivna armeniska Arakolotsklostret i Mush i det ottomanska riket under tiden för armeniska folkmordet under första världskriget. Eftersom det var för tungt att bära, delades den i två delar. Den ena häften sveptes in i kläde och grävdes ned, medan den andra medfördes till Georgien. Senare hittade en rysk officer den andra delen. Till sist fördes den till Armenien och de två delarna kunde slutligen återförenas.

## Bildgalleri – samlingar

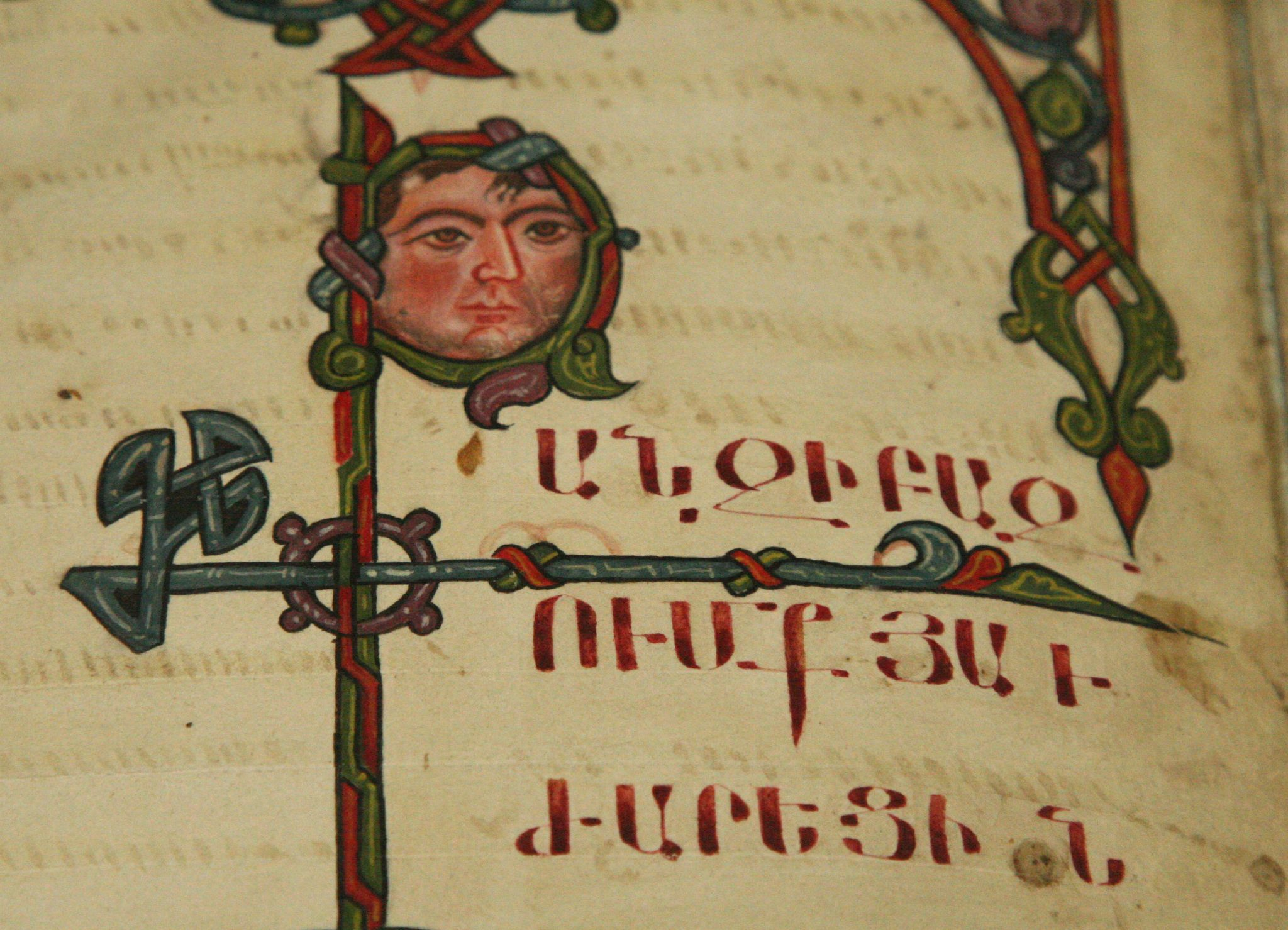
Detalj av en handskrift.
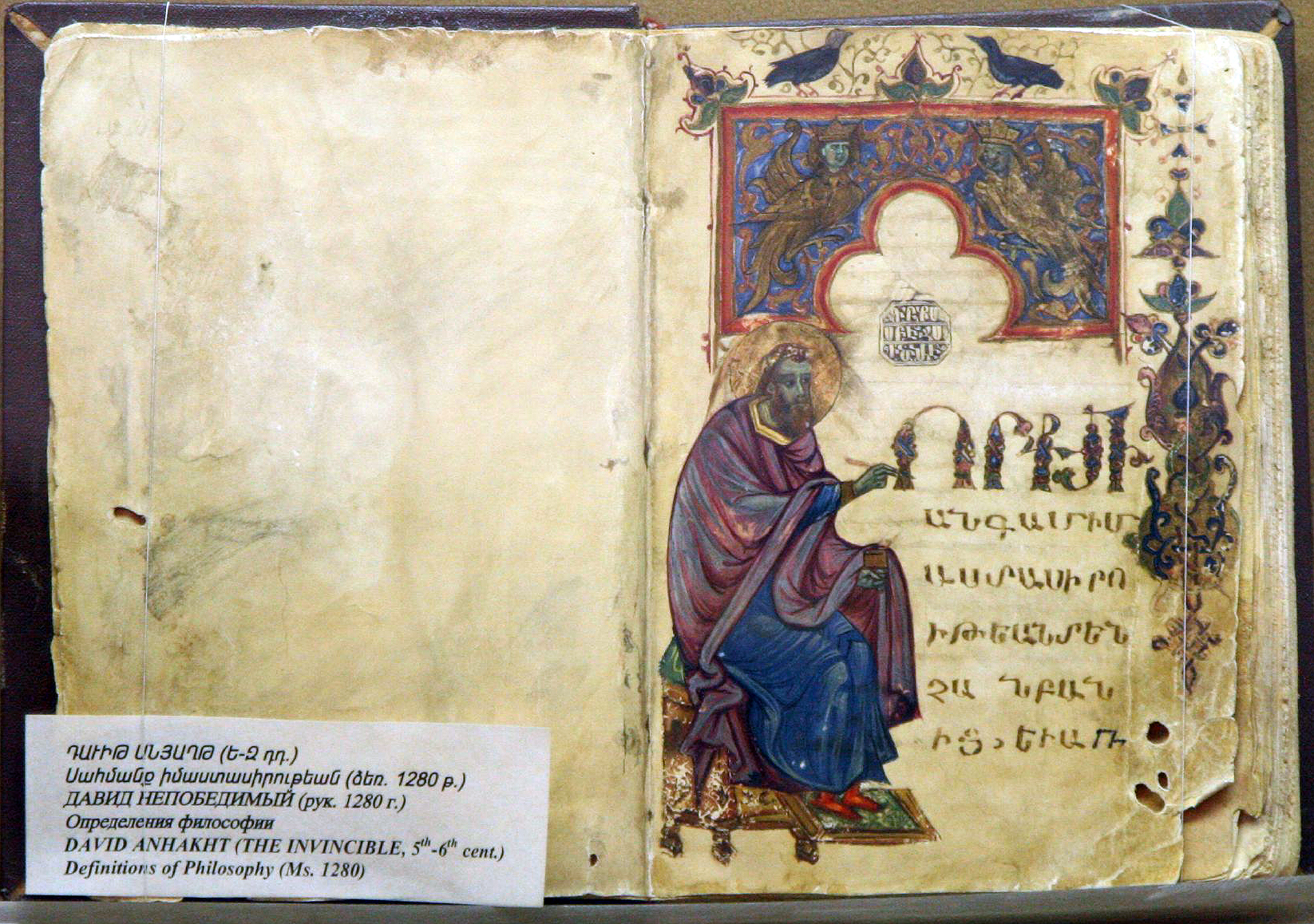
"Definitioner inom filosofin", från 400-talet eller 500-talet.
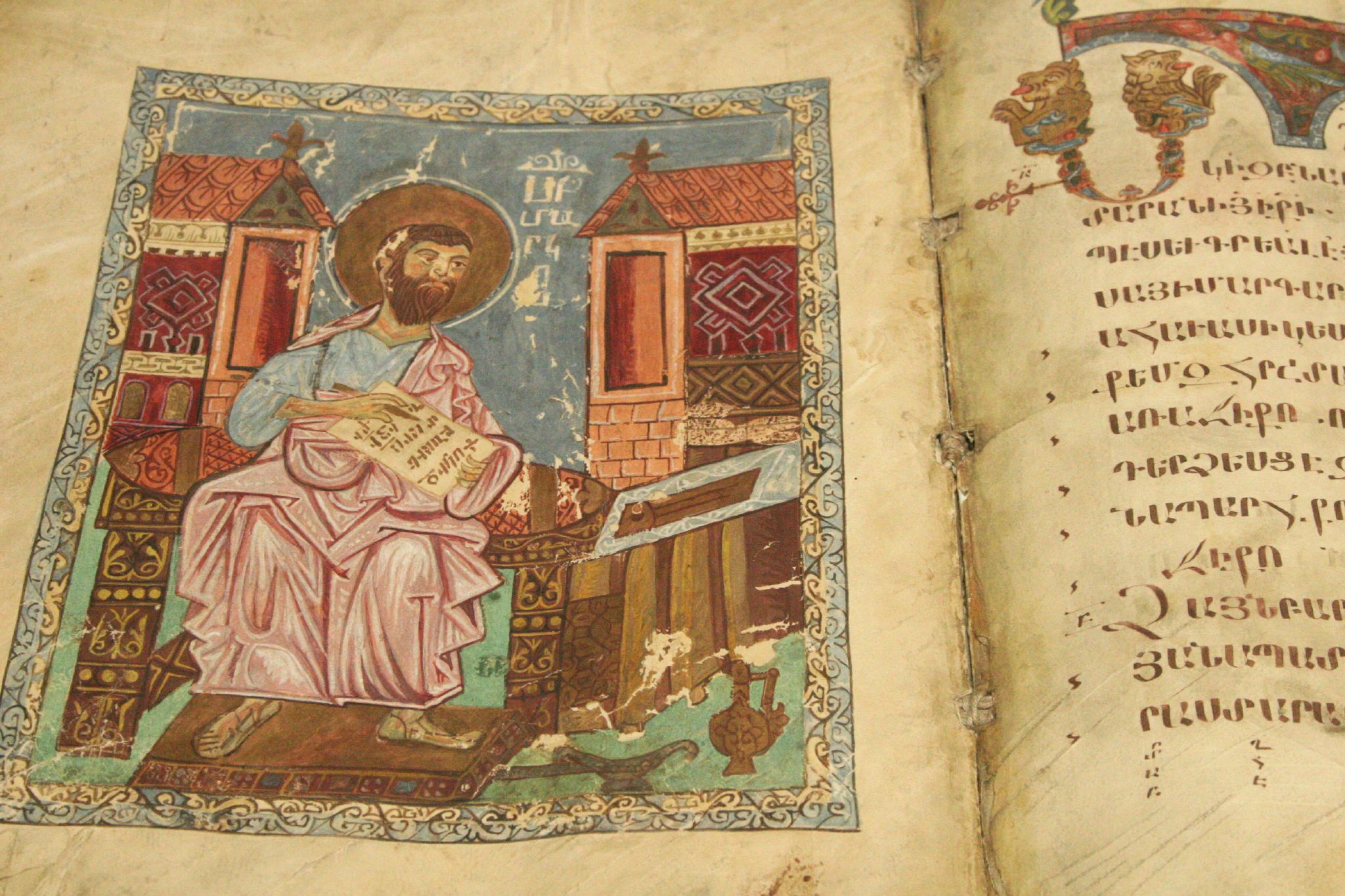
Detalj av illumination i ett manuskript.
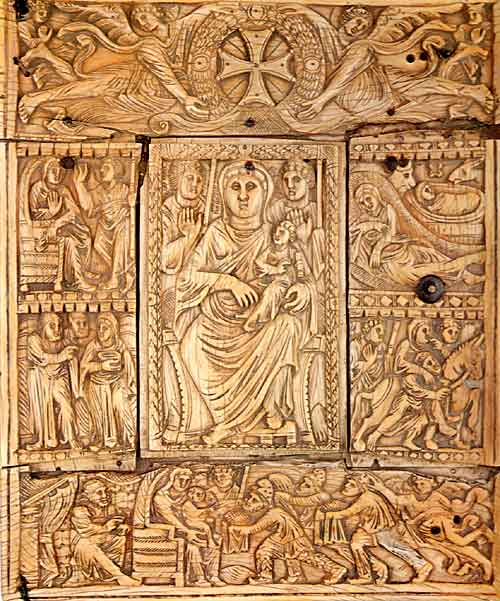
Elfenben från Etjmiadzinevangelierna.
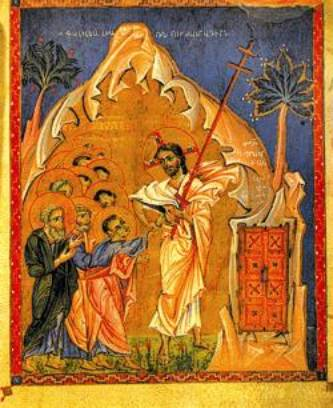
Aposteln Tovmas tvivel av Toros Roslin, Evangeliet från Malatya, 1200-talet.
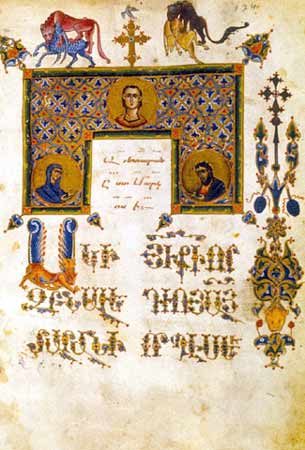
Zejtun-evangeliet av Toros Roslin, 1200-talet.
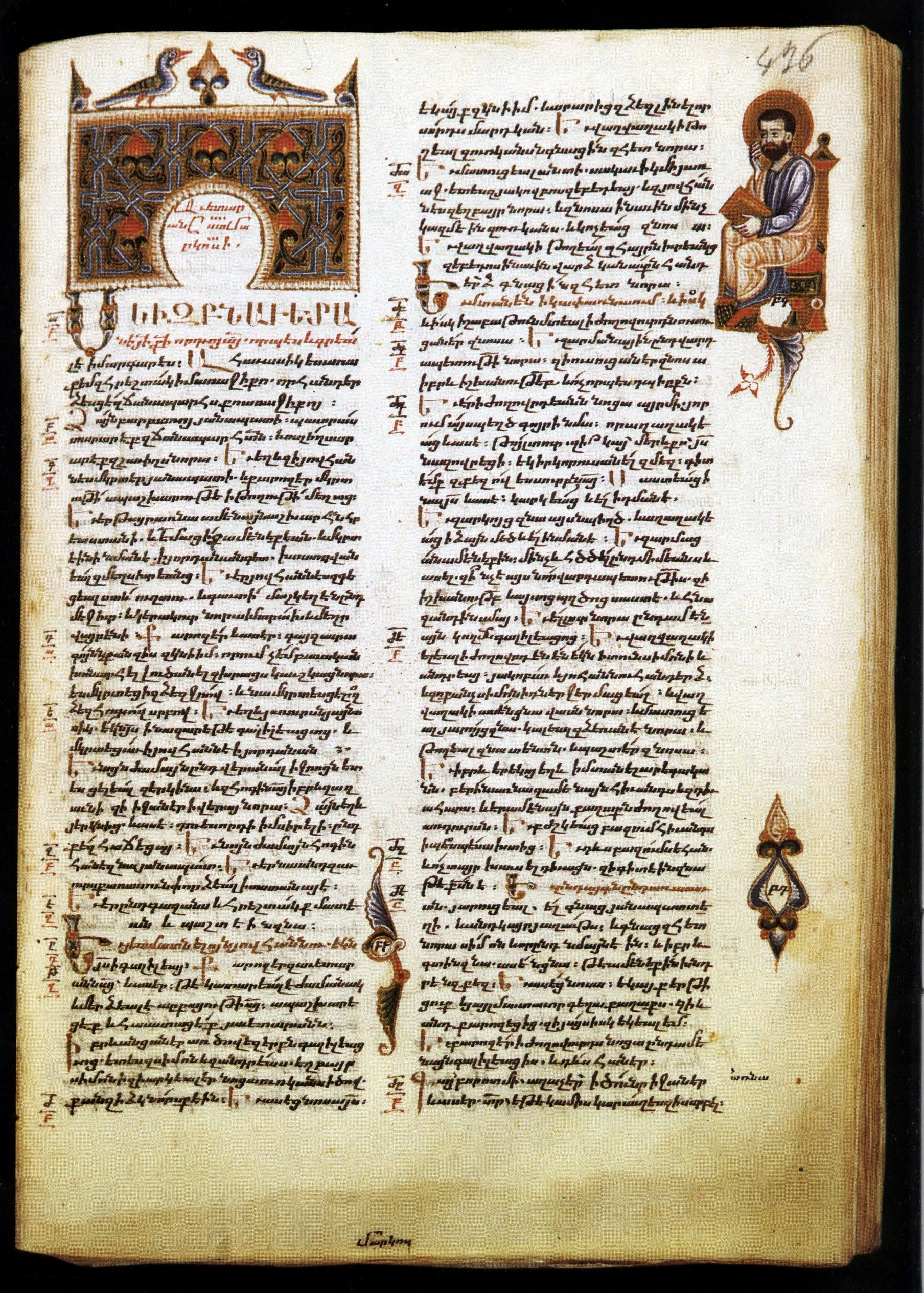
Första sidan i Markusevangeliet, miniatyr av Sargis Pitsak, 1300-talet.